# Kostel svatého Linharta (Karlovy Vary)
Kostel svatého Linharta je ruina bývalého pozdně románského kostela v Karlových Varech. Kostel stával na návrší nad středověkou osadou Obora (Tiergarten), patřící ve středověku hradu Loket. Zřícenina kostela je chráněna od roku 1964 jako kulturní památka České republiky.

## Historie
Doba výstavby kostela a obdobně jeho zánik nejsou dostatečně objasněny. Již zaniklá osada Obora je poprvé zmiňována roku 1325, kdy král Jan Lucemburský udělil léna na lesní pozemky svému manovi Kojatovi z Otnavic. Ten si následně blízko osady vybudoval své sídlo, dodnes patrné tvrziště Kellerberg. Kostel je však starší, připomínán je již roku 1246, kdy jej Václav I. daroval řádu křižovníků s červenou hvězdou.

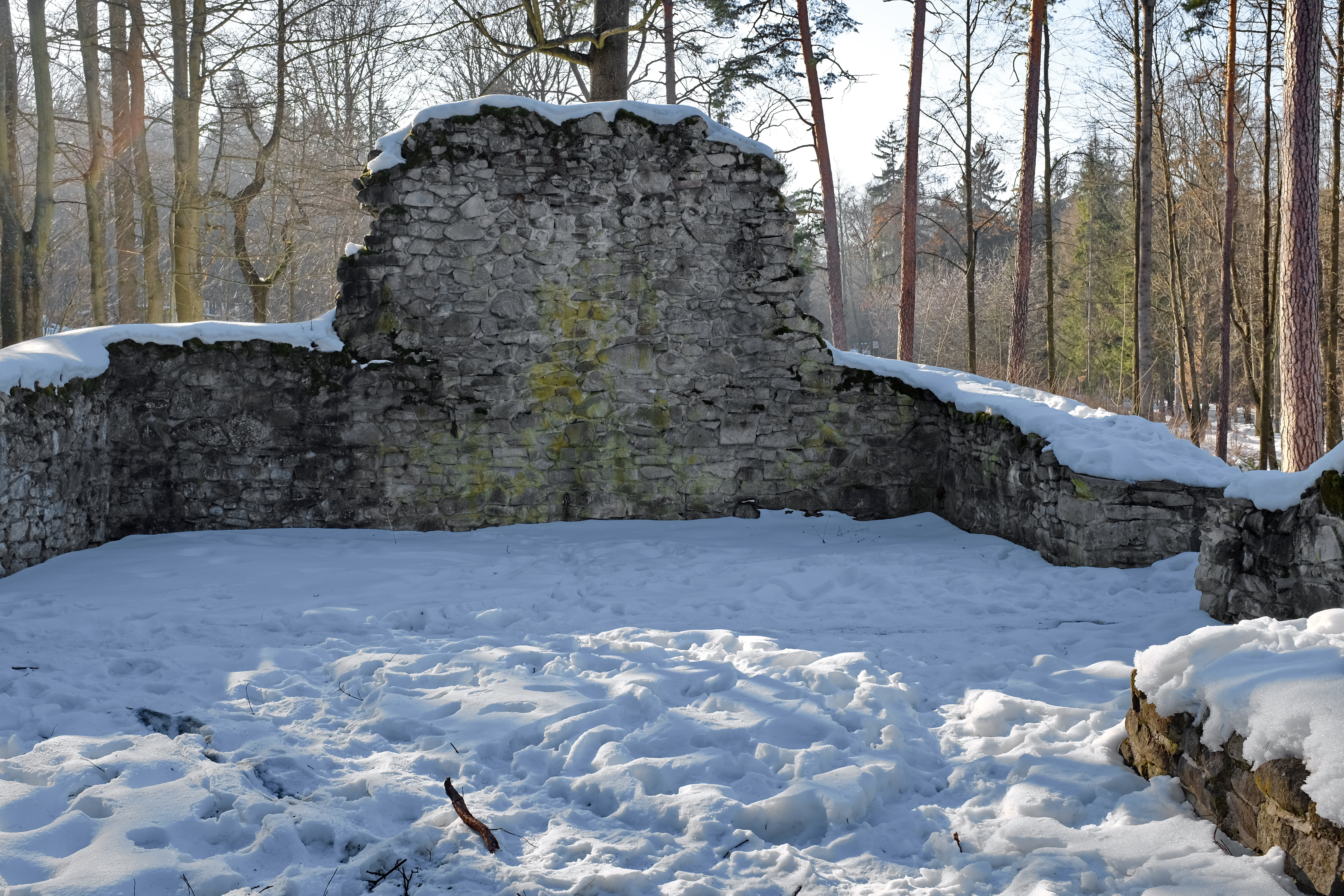
Pohled do hlavní lodi

Kostel zanikl nejspíše koncem 15. století. Již v polovině 14. století se Obora s kostelem stala majetkem nového města Karlovy Vary, byť datum založení města není známé. Ví se však, že nové osídlení v údolí řeky Teplé v místech okolo Vřídla vznikalo již od 14. století a Karlovy Vary se postupně staly novým střediskem oblasti. Zánik kostela nejspíš souvisí se ztrátou významu osady Obory, lidé se postupně odstěhovali do údolí, až došlo k vylidněním vsi. Koncem 15. století byla původně samostatná farnost zrušena a přenesena do Karlových Varů.
Ruiny kostela v karlovarských lesích se již v 18. století staly pozorností badatelů. Například roku 1722 si lázeňský lékař David Becher všiml, že při stavbě kostela byl v maltovém pojivu použit karlovarský vřídlovec. Zajímavostí je, že stejné maltové zdivo s karlovarským vřídlovcem bylo zjištěno v průběhu let 2003 až 2005 při archeologickém průzkumu kostela svatého Mikuláše pod horou Krudum na Sokolovsku.
V roce 1989 zahájilo karlovarské muzeum archeologické práce v kostele, nejprve za účelem stanovení úrovně podlah a zjištění zachovalosti detailů v interiéru. V rámci dalších prací byly učiněny zajímavé nálezy. Mezi ně patří například nález kosterních pozůstatků muže s dvěma dětmi v lodi kostela a v prostoru hlavního oltáře kostry mladé ženy ve skrčené poloze. Ruce a nohy napovídaly svázání. Archeologové narazili nejspíš na stopy dávného násilí. V prostých hrobech byly odkryty kosterní pozůstatky dalších několika desítek osob. Nálezy byly ve čtyřech až pěti vrstvách nad sebou, což svědčí o delším období pohřbívání a možná i o nedostatku místa. Kromě lidských těl bylo v průběhu archeologických prací nalezeno značné množství votivních předmětů, například čtyřicet kovových sošek zvířat a lidí.
Po dokončení archeologického průzkumu došlo v letech 1998–1999 k zakonzervování zbytků kostela. Okolní terén byl upraven a objekt zpřístupněn veřejnosti.

## Stavební podoba
Jednolodní orientovaný kostel má jednoduchý půdorys. Na pravoúhlou obdélnou loď o rozměrech 12,5x10 metrů navazuje na východě čtvercový presbytář o rozměrech 8x8 metrů. Řádkové zdivo z lomového kamene, pospojované maltou s příměsí karlovarského vřídlovce dosahovalo šířky 120 cm. Vzácně se na zdech dochovala silnější hlazená omítka. U jižní stěny presbytáře bývala přistavěna mladší obdélná přístavba, nejspíš márnice. Mezi presbytářem a hlavní lodí byly potvrzeny zbytky základů triumfálního oblouku a zbytky kamenného prahu. V severní a jižní stěně se nacházely kónické portály. Severním se přicházelo od osady, jižní vedl na přilehlý hřbitov. V severovýchodním i jihovýchodním rohu hlavní lodi se dochovaly základy dvou bočních oltářů. Podlaha kostela byla tvořena maltovou vrstvou, do níž byly zapuštěny čtvercové cihlové dlaždice.